# Дхенканал
Дхенканал (англ. Dhenkanal) — город в индийском штате Орисса. Административный центр округа Дхенканал. Средняя высота над уровнем моря — 80 метров. По данным всеиндийской переписи 2001 года, в городе проживало 57 651 человек, из которых мужчины составляли 53 %, женщины — соответственно 47 %. Уровень грамотности взрослого населения составлял 79 % (при общеиндийском показателе 59,5 %). Уровень грамотности среди мужчин составлял 84 %, среди женщин — 74 %. 10 % населения было моложе 6 лет.

## Известные уроженцы
- Сароджини Саху (р. 1956) — индийская писательница, журналистка, феминистка.